# Didymocyrtidium
Didymocyrtidium — рід грибів. Назва вперше опублікована 1921 року.

## Класифікація
До роду Didymocyrtidium відносять 2 види:
- Didymocyrtidium mozambicum
- Didymocyrtidium nudum